# Zona Verde (Bagdad)

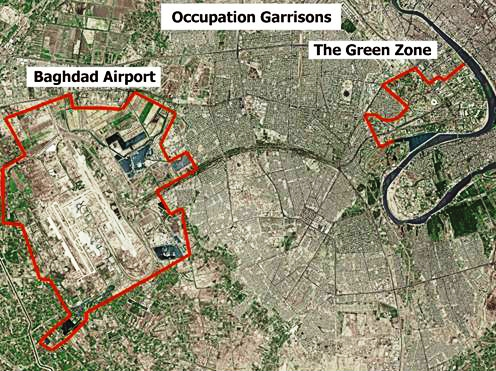
Imagen que muestra la distancia que hay entre las dos posiciones clave, el aeropuerto de Bagdad y la Zona Verde.

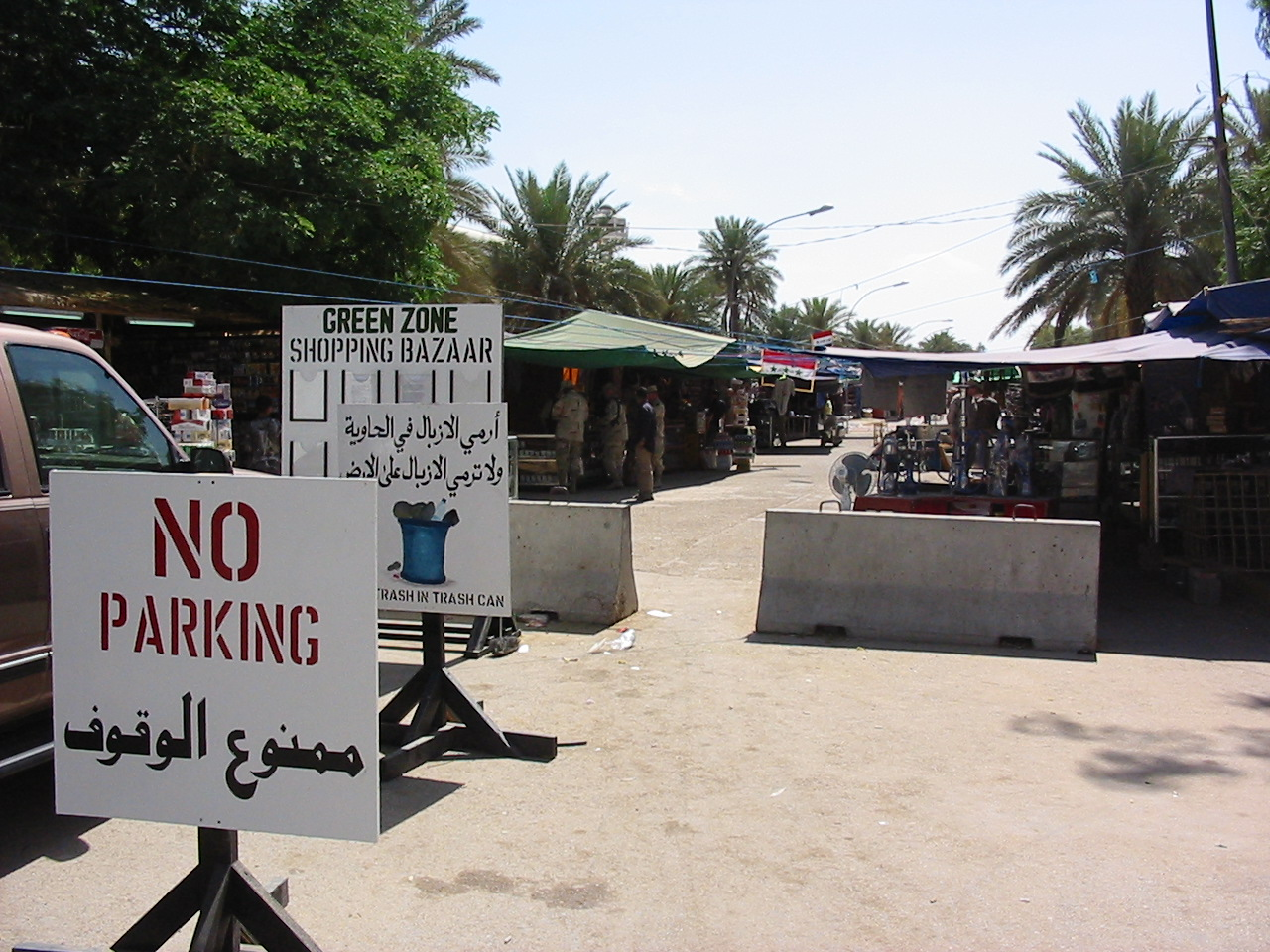
El bazar ubicado dentro de la Zona Verde.

La Zona Verde (en inglés: Green Zone) es un término de origen militar que hace referencia a la zona más segura de Bagdad después de la invasión de Irak de 2003. La zona está fuertemente protegida desde que se instauró la Autoridad Provisional de la Coalición en dicha área, siendo en la actualidad el principal punto de presencia occidental en la ciudad. La Zona Verde está situada a 10 km del centro de la ciudad. Por el contrario, la Zona Roja se refiere a las partes de Bagdad inmediatamente fuera del perímetro bajo control, cuya seguridad no está garantizada. No obstante, la Zona Verde ha sufrido numerosos ataques desde que fue establecida.

## Antes de la invasión
Antes de la invasión norteamericana, la Zona Internacional era un área fuertemente fortificada, situada en el centro de la capital iraquí y que servía como sede de sucesivos regímenes iraquíes. Además, era el centro administrativo del Partido Baaz. La zona no albergó originalmente las residencias de funcionarios gubernamentales, aunque sí albergó varias bases militares, ministerios y palacios presidenciales habitados por Sadam Huseín y su familia, como el Palacio de Al-Faw o como el mayor de todos ellos, el Palacio Republicano, la principal sede del poder del presidente Saddam Hussein. La zona también se conoce como Karradat Mariam, en honor a una famosa mujer local que ayudó a los pobres de Bagdad.

## Después de la invasión
La región fue tomada por las fuerzas estadounidenses en abril de 2003, en uno de los combates más intensos en Bagdad. En la preparación para la invasión, Sadam y la mayor parte de los demás residentes de la zona huyeron por temor a su detención por parte de las fuerzas de la Coalición.
Jay Garner, jefe del equipo de reconstrucción, estableció su cuartel general en el Palacio Republicano. Otras villas fueron tomadas por grupos de funcionarios de la Autoridad Provisional de la Coalición y contratistas privados.
La zona verde sirve de hogar a varios cientos de iraquíes que vivían cerca de la zona y que, debido al conflicto, se quedaron sin casa o que ya vivían sin techo antes de la invasión. También acoge a una pequeña guarnición de las tropas estadounidenses, encargados de vigilar los puestos de control que conduzcan a ella. Algunos de los habitantes originales que no huyeron también siguen viviendo en la zona. 
La Zona Verde está completamente rodeada por altas paredes especialmente preparadas para resistir explosiones, además de alambre con púas. Los puntos de acceso son escasos y permanecen controlados por las tropas de la coalición. El bloque de seguridad ha llevado a los resistentes a cambiar el ataque cuerpo a cuerpo por ataques esporádicos desde lejos con morteros. No obstante, a pesar de los controles, en octubre de 2004 la zona sufrió dos atentados suicidas con bomba que destrozaron el bazar y el café dentro de la Zona Verde con un balance de diez muertos.
El 12 de abril de 2007, otra bomba afectó la cafetería del Parlamento iraquí, causando la muerte de Mohammed Awad, miembro del Frente Sunita de Diálogo Nacional, e hiriendo a otras 22 personas, entre ellas uno de los vicepresidentes. La Zona Verde fue bombardeada a diario después de la Semana Santa de 2008, causando numerosas bajas civiles y militares. El 6 de abril de 2008, dos soldados de Estados Unidos murieron y diecisiete más resultaron heridos cuando un cohete explosionó en el interior de la Zona Verde. 
Desde el traspaso de la soberanía del país a los iraquíes, muchas de las instalaciones en la Zona Verde se han reconvertido para alojar al nuevo gobierno iraquí, aunque todavía sigue siendo una base para occidentales, entre ellos contratistas armados privados, y otros civiles. La nueva embajada permanente de Estados Unidos está en el sur de la Zona Verde, con visibilidad al río Tigris.

## Lugares destacados
Lugares importantes dentro de la Zona Verde:
- Palacio Republicano
- Hotel Al-Rashid
- Monumento Manos de la Victoria
- Monumento iraquí al Soldado Desconocido
- Green Zone Cafe, café que fue destruido, reconstruido y posteriormente cerrado
- Green Zone Bazar, fue destruido
- Puerta de los Asesinos
- Hospital Ibn Sina
- Embajada de Estados Unidos en Bagdad
- St George's Anglican Church, única iglesia anglicana en Bagdad e Irak